# مارغريت آتوود
مارغريت إلينور آتوود (بالإنجليزية: Margaret Atwood)‏ (ولدت في 18 تشرين الثاني/نوفمبر 1939) هي كاتبة وشاعرة وناقدة أدبية وناشطة كندية في المجال النسوي والاجتماعي. وأحد أهم كتاب الرواية والقصص القصيرة في العصر الحديث، حازت على جائزة آرثر سي كلارك في الأدب والعديد من الجوائز والأوسمة الرسمية في كندا وولاية أونتاريو. وهي أحد زميل في الجمعية الملكية الكندية. كانت من بين المرشحين الأوائل للحصول على جائزة بوكر خمس مرات، وفازت بالجائزة مرتين الأولى في عام 2000 عن رواية (ذي بلايند أساسين)، والأخرى في عام 2019، حيث حصلت عليها عن روايتها (الوصايا) مناصفة مع الكاتبة الإنجليزية من أصول نيجيرية برناردين إيفاريستو. وبالرغم من أن شهرتها كانت نتيجة كتاباتها المميزة كروائية كندية إلا إن شعرها نال قبولاً واسعاً كذلك ولها العديد من المجموعات الشعرية الناجحة والتي بلغت 15 مجموعة شعرية حتى الآن.

## نشأتها
من مواليد أوتاوا، أنتاريو في كندا عام 1939 وهي الثانية من بين ثلاثة أطفال. أمها مارغريت دوروثي والتي كانت مختصة بشؤون التغذية والطعام، ووالدها كارل إدموند آتوود والذي كان مختصاً في علم النبات. ونظراً لطبيعة عمل والدها في الغابات فإن آتوود قد أمضت كثيراً من وقتها قريباً من هذه البيئات في شمال كيوبيك، وغيرها من المناطق التي كان يذهب إليها والدها لأبحاثه واستكشافاته. لم تلتحق آتوود بالمدرسة بدوام رسمي كامل حتى بلغت 11 سنة من عمرها، وبعدها أصبحت تكثر من قراءة الأدب وكتب الخيال والخرافات والقصص الشعبية وقصص الحيوانات وغيرها من الكتب. وتخرجت من المدرسة الثانوية في تورونتو عام 1957.
بدأت آتوود الكتابة في سن السادسة تقريباً، وعندما بلغت السادسة عشرة من عمرها أدركت رغبتها في أن تصبح كاتبة متمكنة من عملها مرموقة بمكانتها واسمها. وبدأت في العام 1957 دراستها الجامعية في جامعة فيكتوريا التابعة لجامعة تورونتو. وكان من بين الأساتذة التي درسوها جي ماكفيرسون ونورثروب فراي. وتخرجت في الجامعة عام 1961 وحصلت على درجة البكالوريوس في الآداب في تخصص اللغة الإنجليزية مع مرتبة الشرف، وكان تخصصها الفرعي في الفلسفة واللغة الفرنسية.
وفي العام 1962 حصلت آتوود على درجة الماجستير في الأدب من كلية رادكليف التابعة لجامعة هارفارد في الولايات المتحدة الأمريكية وذلك بعد حصولها على منحة وودرو ويلسون. وعلمت في مجال التدريس في جامعة بريتيش كولومبيا في العام 1965 وجامعة سير جورج ويليامز في مونتريال بين 1967-1968. كما حاضرت في جامعة ألبيرتا بين العام 1969 و1979. وغيرها من الجامعات مثل جامعة يورك في تورونتو وذلك في بين 1971-1972 وفي جامعة نيويورك.

## مكانتها الأدبية
وصفتها صحيفة ذا إيكونومست بأنها كاتبة مبدعة ومتألقة وخبيرة في النقد الأدبي، إلا أن الصحيفة علقت على أن سير أفكارها لا يتوافق مع ما كتبته في كتابها المعروف (Payback: Debt and the Shadow Side of Wealth). وهو كتاب يوضح بعض الأفكار عن القروض وعلاقة ذلك بمفهوم العدل.
كتبت آتوود بعض الروايات التي يعدها البعض من نوع الخيال العلمي وحازت روايتها (The Handmaid's Tale) على أول جائزة من جائزة آرثر سي كلارك والتي نشرت في المملكة المتحدة في العام 1987. ولم ترغب آتوود في بداية الأمر أن توصف هذه الرواية بأنها من نوع الخيال العلمي، حيث قالت في تعليق لصحيفة الغارديان أن الخيال العلمي يصف «وحوشاً كاسرة وسفناً فضائية» وأصرت على أن تكون روايتها من نوع الأدب التأملي. لكنها بعد حين أشارت إلى أنها تكتب أحياناً بعض قصص الخيال العلمي كما أوضحت أن بعض الناس يخلط بين الخيال العلمي والأدب التأملي، فالأول يصف أموراً لا يمكن للإنسان أن يفعلها ويتصور حدوثها في زمنه الذي يعيش به، أما الأدب التأملي فيصف أموراً يمكن أن تحدث بالوسائل المتوفرة للإنسان والتي تكون على كوكب الأرض.

## النقد الأدبي والهوية الكندية
أسهمت آتوود إسهامات كبيرة في التأصيل النظري لقضية الهوية أو الشخصية الكندية واسترعى ذلك اهتماماً واسعاً في كندا وعلى صعيد دولي كذلك، ومن الكتب التي ألفتها في هذا المجال (Survival: A Thematic Guide to Canadian Literature) والذي يعد من المقدمات في الأدب الكندي والدراسات الكندية. أشارت آتوود في كتابها إلى أن الأدب الكندي والهوية الكندية يتميزان بصفة «البقاء»، ويتضح ذلك من شيوع رمز الضحية في الأدب الكندي. وترى آتوود أن استخدام هذا الرمز يمثل نطاق الوعي بالذات والسعي لتحقيق الذات من جانب الضحية في العلاقة بينه وبين المنتصر. ويمكن أن يكون الطرف الثاني في هذه العلاقة (المنتصر) عنصراً غير بشري كالطبيعة أو البرية أو غيرها من العوامل الخارجية أو الداخلية التي تقمع الضحية.
وترى آتوود من خلال كتبها أن الأدب الكندي تعبير عن الهوية الكندية والتي يمكن وصفها بالاعتماد على هذا الأدب بالخوف من الطبيعة والتأثر بتاريخ المستعمر والارتباط الدائم بالمجتمع.

## الحياة الشخصية
تزوجت آتوود في العام 1968 من جيم بولك ولكنها انفصلت عنه في العام 1973. ومن ثم ارتبطت بجرايم جيبسون بعد أن انتقلت إلى أليستون في أنتاريو، وأنجبت منه طفلة عام 1976 أسمتها إلينور جيس آتوود جيبسون.

## من مؤلفاتها
- رواية: «حكاية الجارية» (مُترجمة إلى العربية 2019).
- رواية: «المدعوة غريس» (مُترجمة إلى العربية 2021).

## رواياتها
- المرأة الصالحة للأكل - 1969
- تسطيح - 1972
- السيدة نبوءة - 1976
- الحياة قبل البشر - 1979
- أذى جسدي - 1989
- قصة الخادمة - 1985
- عين القطة - 1988
- عروس اللص - 1993
- الاسم المستعار غريس - 1996
- السفاح الأعمى - 2000
- أوريكس وكريك - 2003
- بينلوبياد - 2005
- عام الطوفان - 2009
- آدم المجنون - 2013
- القلب يذهب أخيراً - 2015
- هاغسيد - 2016
- الوصايا - 2019

## وصلات خارجية
- مارغريت آتوود على موقع أرشيف الشارخ.
- مارغريت آتوود على موقع IMDb (الإنجليزية)
- مارغريت آتوود على موقع الموسوعة البريطانية (الإنجليزية)
- مارغريت آتوود على موقع مونزينجر (الألمانية)
- مارغريت آتوود على موقع ألو سيني (الفرنسية)
- مارغريت آتوود على موقع ميوزك برينز (الإنجليزية)
- مارغريت آتوود على موقع أول موفي (الإنجليزية)
- مارغريت آتوود على موقع قاعدة بيانات الأفلام السويدية (السويدية)
- مارغريت آتوود على موقع إن إن دي بي (الإنجليزية)
- مارغريت آتوود على موقع ديسكوغز (الإنجليزية)
- مارغريت آتوود على موقع قاعدة بيانات الفيلم (الإنجليزية)

مارغريت آتوود  على قاعدة بيانات الخيال التأملي على الإنترنت
- الموقع الرسمي لمارغريت آتوود
- الملف الشخصي على صحيفة الغارديان
- حوار مع البي بي سي